# Uh! All Night
Uh! All Night è una canzone dei Kiss, pubblicata originariamente nell'album Asylum nel 1985.

## Tracce
- Lato A: Uh! All Night
- Lato B: Trial by Fire

## Formazione
- Paul Stanley - voce principale, chitarra ritmica
- Gene Simmons - basso, voce secondaria
- Bruce Kulick - chitarra solista
- Eric Carr - batteria, voce secondaria